# Międzyszkolne Regionalne Warsztaty Dziennikarskie
Międzyszkolne Regionalne Warsztaty Dziennikarskie w Bydgoszczy – projekt edukacyjny realizowany od 1992 pod kierownictwem jego twórcy, red. Mirosława Twaroga, dziennikarza i pedagoga, i pod patronatem Stowarzyszenia Sympatyków Dziennikarstwa Młodzieżowego.
W trwających dziewięć miesięcy zajęciach uczestniczy co roku blisko stu amatorów dziennikarstwa - uczniów gimnazjów i szkół średnich. Po zdanym egzaminie, pod okiem doświadczonych dziennikarzy regionalnych i ogólnopolskich mediów gromadzą praktyczną wiedzę o warsztacie prasowym, radiowym i telewizyjnym.
Dotychczasowe osiemnaście edycji MRWD ukończyło 1573 osoby z ponad 400 szkół Kujaw, Pomorza, Wielkopolski i Mazur Warmii.
Istnieje również pewien rodzaj kontynuacji Warsztatów, "Studium Reportażu". Jednak te zajęcia mają inną formę, są nakierowane bardziej na kształtowanie wrażliwości niż na pracę nad warsztatem.